# Konsulat Generalny Rzeczypospolitej Polskiej w Kantonie
Konsulat Generalny Rzeczypospolitej Polskiej w Kantonie (chiń. 波兰共和国驻广州总领事馆, ang. Consulate General of the Republic of Poland in Guangzhou) – polska misja konsularna w Kantonie w Chińskiej Republice Ludowej. Placówkę utworzono w 1955 roku. W latach 1981–1988 jej działalność była zawieszona.

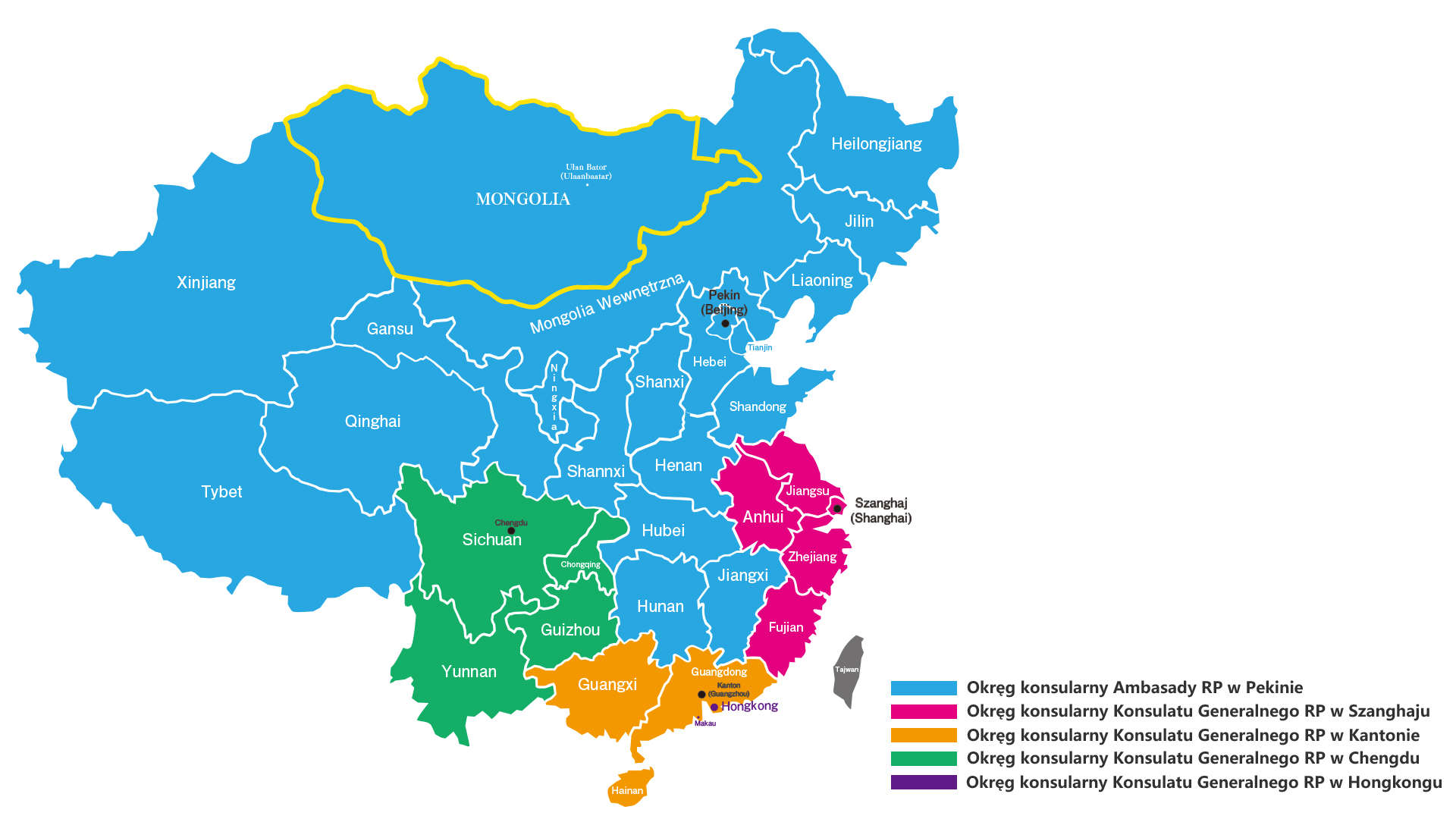
Okręg konsularny KG w Kantonie – do 2024 kolor żółty, od 2025 żółty oraz zielony.

## Okręg konsularny
Okręg konsularny Konsulatu Generalnego RP w Kantonie obejmuje:
- Guangdong,
- Hajnan,
- Region Autonomiczny Kuangsi-Czuang,
- Syczuan,
- Junnan,
- Kuejczou,
- miasto wydzielone Chongqing.

## Kierownicy placówki
- 1974–1976 – Jan Sierek
- 1979–1982 – Edward Kajdański
- Jan Nowak(inne języki)[3]
- 1991–1997 – Jan Rabś
- 1997–2001 – Edmund Kaczmarek
- 2001–2009 – Piotr Sławiński
- 2009–2014 – Krzysztof Ciebień
- 2014–2018 – Joanna Skoczek
- 2018–2022 – Adam Bralczyk
- od 2022 – Piotr Nowotniak